# Imaginary
Imaginary – piosenka Evanescence, która ukazała się w Hiszpanii jako singiel. Znajduje się w różnych wersjach (łącznie 7 wersji piosenki) na płytach Evanescence EP, Mystary EP, Origin i Fallen.